# ミゲル・デ・アンドレス
ミゲル・デ・アンドレス・バラセ（Miguel de Andrés Barace、1957年10月8日 - ）は、スペイン・ナバラ州オチャガビア出身の元サッカー選手。現役時代のポジションはMF、DF。元スペイン代表。

## 経歴
アスレティック・ビルバオのカンテラ出身。1978-79シーズンのCDカステリョンへのレンタル移籍を経て、1979年9月9日、UDサラマンカとのリーグ戦でトップチームデビューを果たした。1982-83シーズンからは3シーズン連続で国内のメジャータイトルを獲得し続け、1984年1月18日にはハンガリー代表との親善試合でスペイン代表での初キャップを刻んだ。
1987年、膝の怪我が影響で31歳にして現役を引退したが、アスレティック・ビルバオでは公式戦通算267試合に出場し、引退後は同クラブでスカウトとして活動している。

## 代表歴
出場大会
- U-23スペイン代表

1980年 - モスクワオリンピック
試合数
- 国際Aマッチ 2試合0得点（1984年）

| スペイン代表 | 国際Aマッチ | 国際Aマッチ |
| 年           | 出場        | 得点        |
| ------------ | ----------- | ----------- |
| 1984         | 2           | 0           |
| 通算         | 2           | 0           |

## タイトル

### クラブ
アスレティック・ビルバオ
- プリメーラ・ディビシオン : 2回 (1982-83, 1983-84)
- コパ・デル・レイ : 1回 (1983-84)
- スーペルコパ・デ・エスパーニャ : 1回 (1984)